# M/S Gabriella
M/S Gabriella är en kryssningsfärja ägd av Viking Line som trafikerar linjen Stockholm-Mariehamn-Helsingfors. M/s Gabriella gjorde också specialkryssningar runtom i Finland under sommaren 2021.
Gabriella byggdes år 1992 av varvet Brodogradiliste i Split i Kroatien. Fartyget beställdes av det nygrundade rederiet Euroway och blev deras första fartyg. Fartyget hette då Frans Suell. Fartyget blev ett år försenat på grund av inbördeskrig i Jugoslavien. Varvet och fartyget blev skottskadat och man fick göra stora reparationer. Slutligen fick Euroway henne i trafik och Malmö – Travemünde/Lübeck blev hennes linjer. Senare ändrades trafiken till Köpenhamn – Malmö – Travemünde – Lübeck. Silja Line samarbetade med Euroway på senare år men då Euroway gick i konkurs döptes fartyget om till M/S Silja Scandinavia.
År 1997 fick hon namnet Gabriella och sattes i Viking Lines trafik mellan Helsingfors och Stockholm, från och med 1999 också till Mariehamn. 
23 januari 2004 körde Sveaborgsfärjan Ehrensvärd in i sidan på Gabriella, plåtbitar finns kvar som minne ombord. Systerfartyg är hos Viking Line M/S Amorella (från 2022 Corsica ferries M/S Mega Victoria) och M/S Isabella (från 2013 Tallinks M/S Isabelle, från 2023 Bridgemans M/S Isabelle) samt hos DFDS Seaways M/S Crown seaways.
12 januari 2022 kolliderade Gabriella med kajen vid Skatudden i Helsingfors och ådrog sig plåtskador i fören samt lackskador längs styrbordssidan efter en blackout i samband med avgång mot Stockholm. Inga människor skadades i olyckan. Fartyget togs ur trafik för varvsbesök och ersattes tillfälligt av M/S Viking Cinderella.

## Däckplan
- 1. Maskinrum, Proviant, Prepgalley
- 2. Maskinrum, C-hytter, taxfree lager
- 3. Bildäck
- 4. Bildäck (hängdäck)
- 5. A-hytter och B-hytter
- 6. A-hytter, B-hytter och familjehytter samt pool- och bastuavdelning.
- 7. Information, taxfree, B-hytter, lyxhytter och sviter
- 8. Nattklubb, restauranger och casino
- 9. Pub, Utsides och Insides lyxhytter, sviter och personalutrymmen
- 10. Pub andra våningen, Konferensutrymmen, personalutrymmen
- 11. Insides lyxhytter, lyxhytter med balkong samt minisviter med balkong, personalhytter
- 12. Soldäck, Kommandobrygga

## Galleri

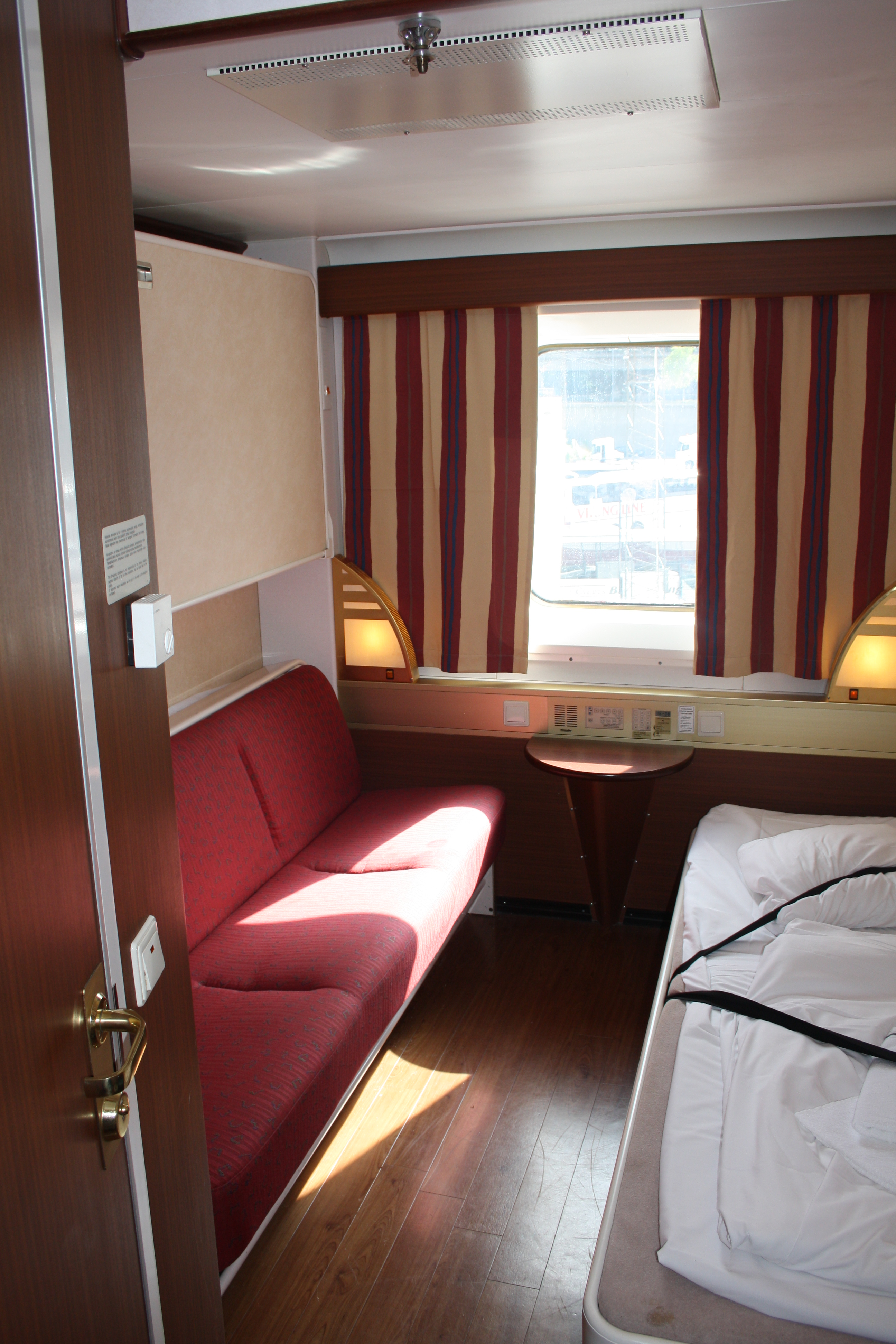
A-hytt (allergivänlig) på Gabriella
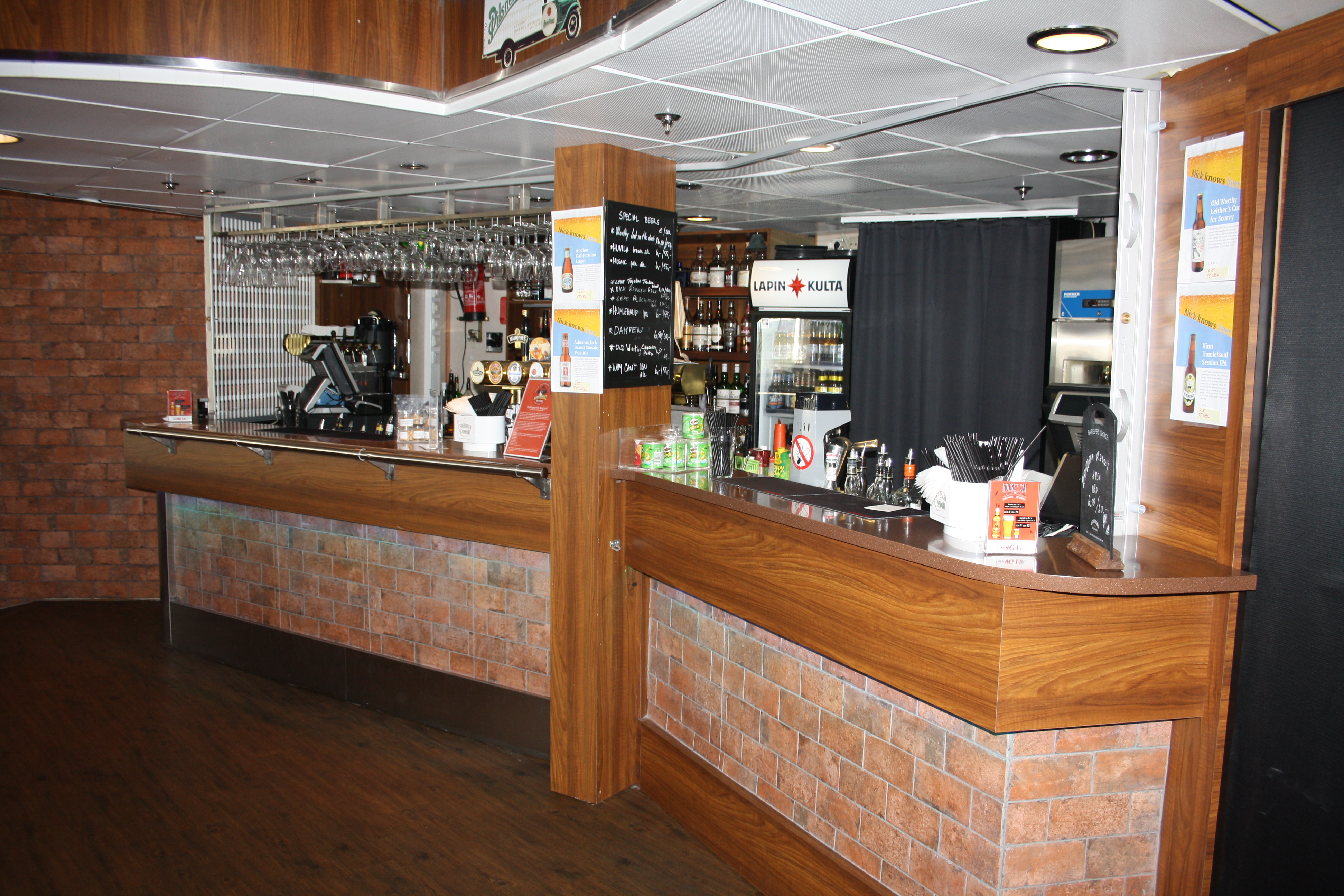
Baren på Gabriella
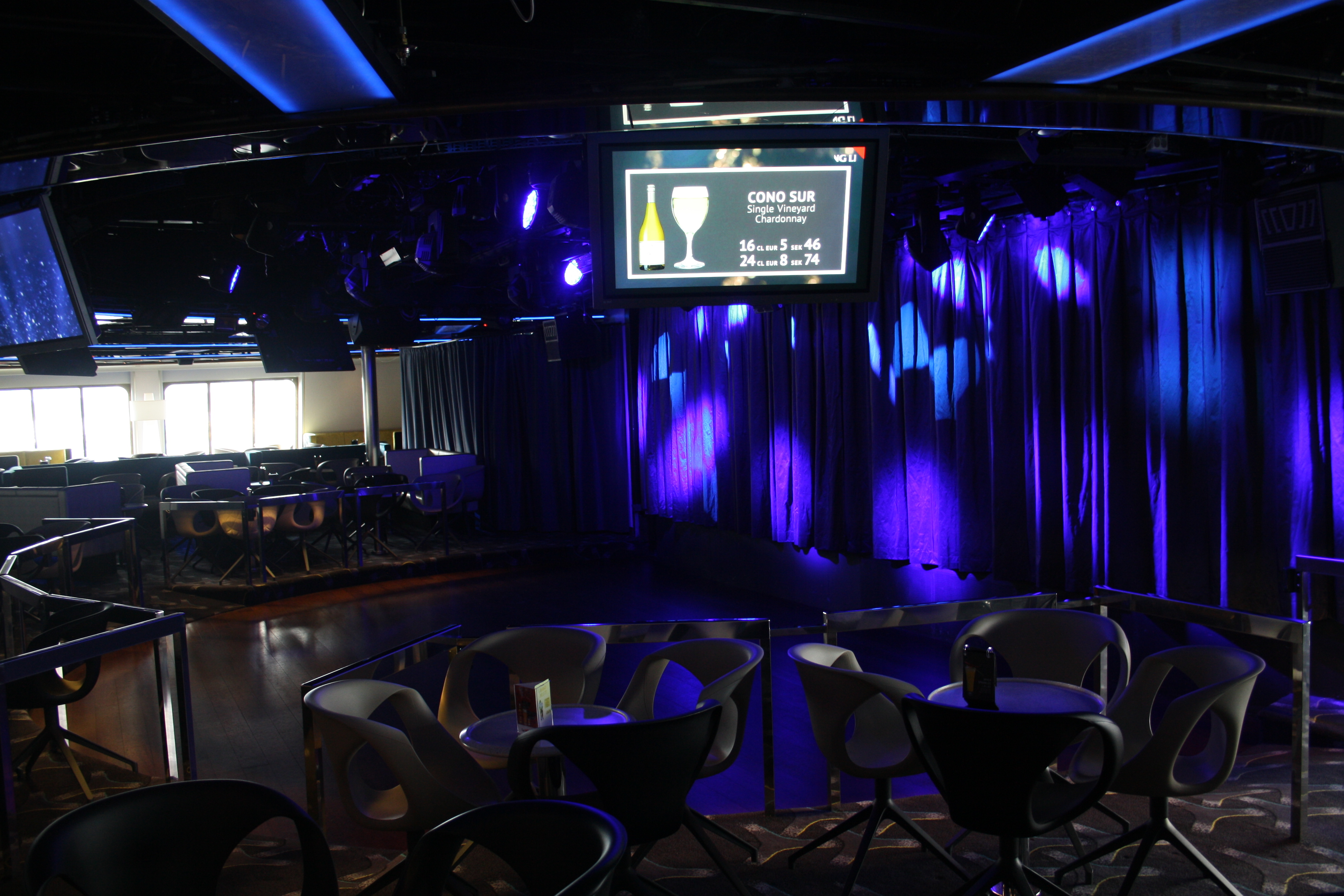
Nattklubben på Gabriella
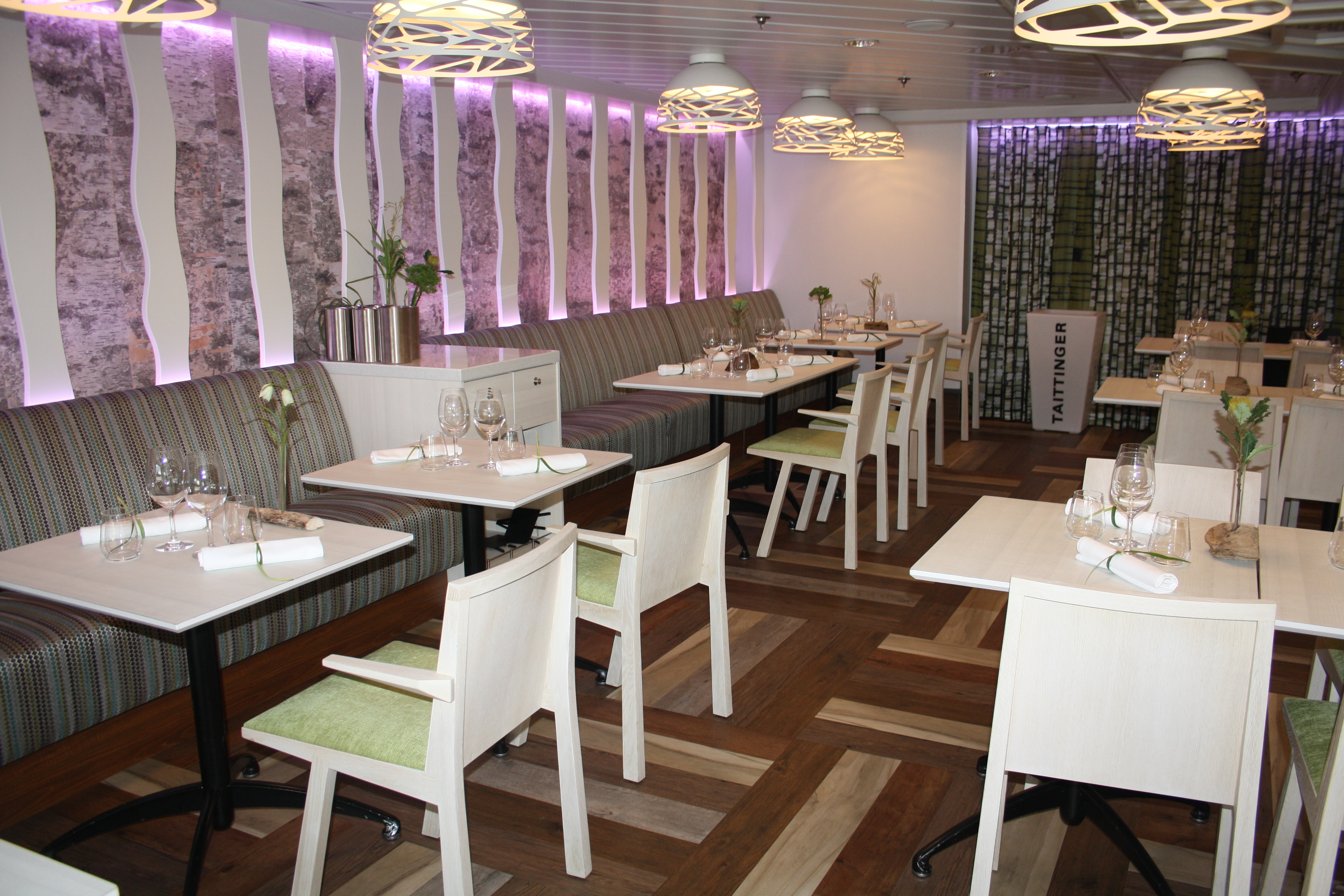
Restaurang på Gabriella
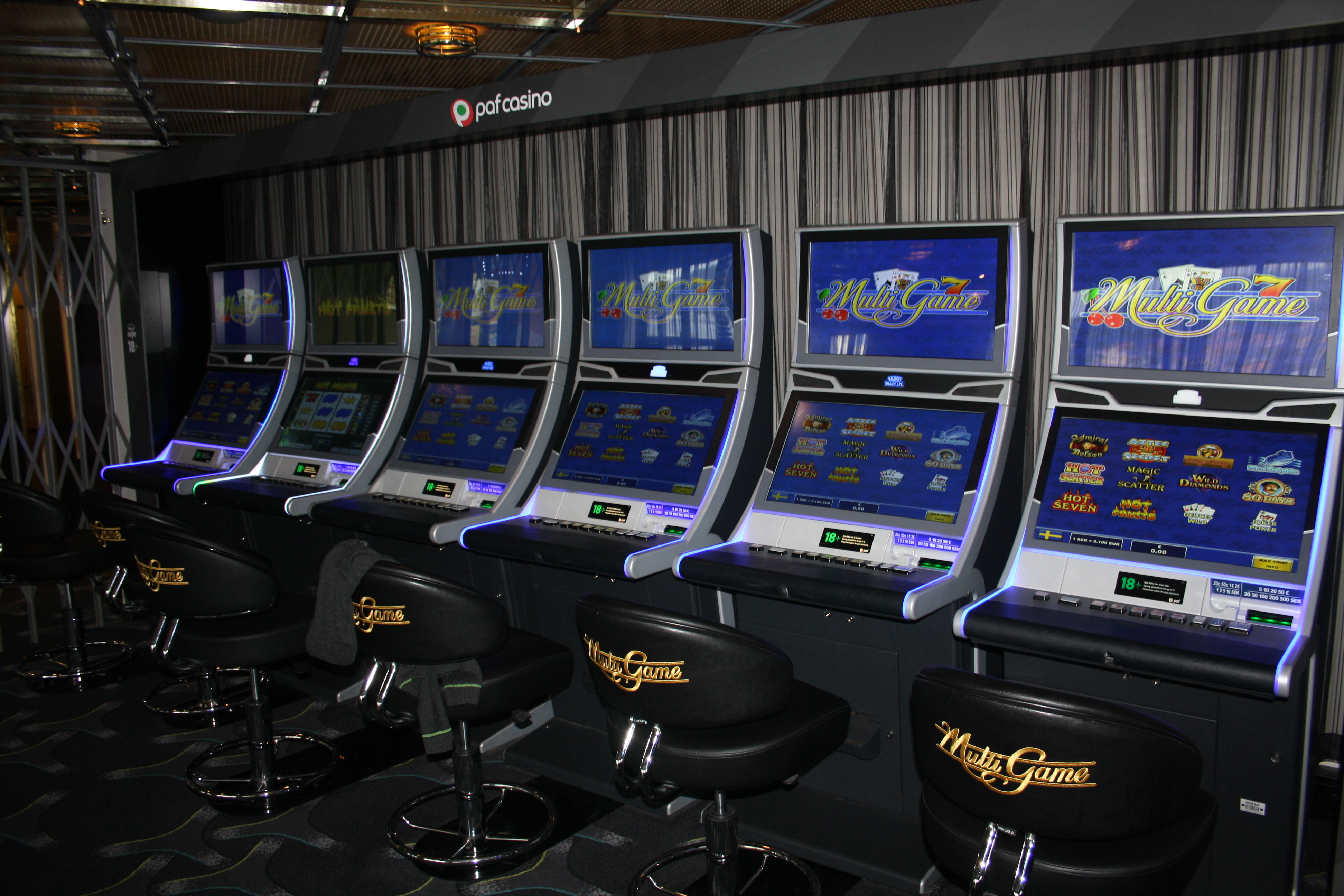
Spelautomater på Gabriella
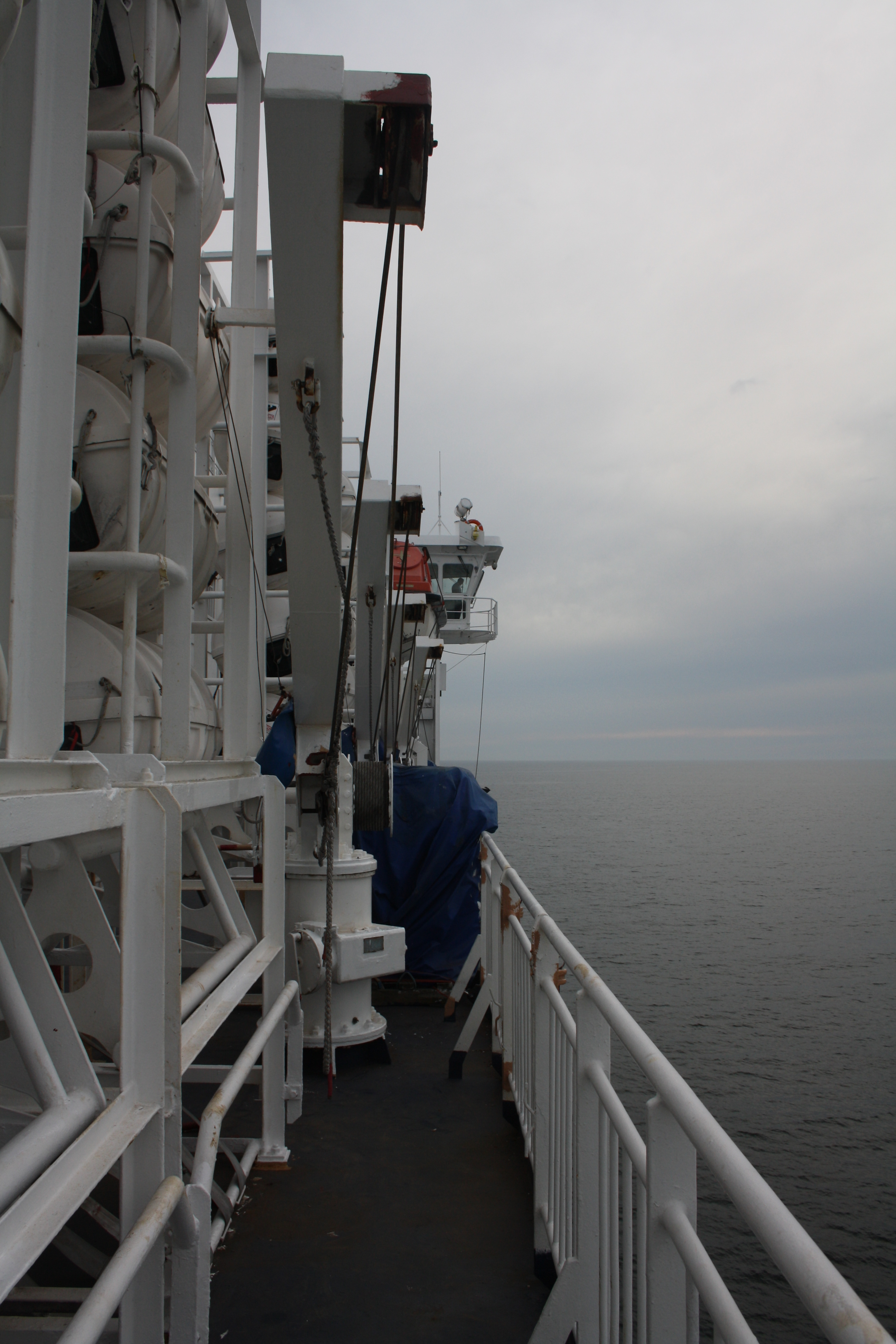
Ute på däck på Gabriella